# 伍成准
伍成准，广西全州人，明朝政治人物。举人出身。
万历三年六月任，擔任廣東廣州府永安縣知縣（現紫金縣知縣）。后由權用溥接任。